# Bizantinski mozaiki
Bizantinski mozaiki so mozaiki, ki so nastajali od 4. do 15. stoletja v in pod vplivom Bizantinskega cesarstva. Mozaiki so bili nekaj najbolj priljubljenih in zgodovinsko pomembnih umetniških oblik, ustvarjenih v cesarstvu, umetnostni zgodovinarji pa jih še vedno obsežno preučujejo. Čeprav so se bizantinski mozaiki razvili iz zgodnejših helenističnih in rimskih praks in slogov, so obrtniki znotraj Bizantinskega cesarstva naredili pomemben tehnični napredek in razvili mozaično umetnost v edinstveno in močno obliko osebnega in verskega izražanja, ki je pomembno vplivalo na islamsko umetnost, ustvarjena v Omajadskem in Abasidskem kalifatu ter Osmanskem cesarstvu.
Iz tega obdobja sta ohranjeni dve glavni vrsti mozaikov: stenski mozaiki v cerkvah in včasih palačah, izdelani iz steklenih teser, včasih podprtih z zlatimi lističi za učinek zlate podlage, in talni mozaiki, ki so jih večinoma našli arheologi. Ti pogosto uporabljajo kamnite kose in so na splošno manj prefinjeni pri ustvarjanju svojih podob. Ohranjenih posvetnih stenskih mozaikov je malo, vendar prikazujejo podoben predmet kot talni mozaiki, kjer so številni motivi tako v cerkvah kot v hišah zelo podobni; ni bilo sprejemljivo, da bi hodili po podobah svetih figur. Religiozni mozaiki kažejo podobno temo, kot jo najdemo v drugi ohranjeni religiozni bizantinski umetnosti v naslikanih ikonah in rokopisnih miniaturah. Talni mozaiki imajo pogosto podobe geometrijskih vzorcev, pogosto prepletenih z živalmi. Priljubljeni so prizori lova in venatio, prikazi v areni, kjer ubijajo živali.
Bizantinski mozaiki so nato vplivali na umetnike v normanskem kraljestvu na Siciliji, v Beneški republiki in, nošeni s širjenjem pravoslavnega krščanstva, v Bolgariji, Srbiji, Romuniji in Rusiji. V moderni dobi so umetniki po vsem svetu črpali navdih iz svoje osredotočenosti na preprostost in simboliko, pa tudi na njihovo lepoto.

## Zgodovinski kontekst
Bizantinski mozaiki izvirajo iz grške tradicije gradnje cest, saj so bile grške ceste pogosto izdelane z majhnimi kamenčki, organiziranimi v vzorce. Do helenističnega obdobja je bila talna in stenska umetnost iz naravnih kamenčkov pogosta tako v domačih kot javnih prostorih. Pozneje, ko se je Rimsko cesarstvo razširilo in postalo prevladujoča kulturna sila v Sredozemlju in na Bližnjem vzhodu, je na rimske umetnike močno vplivala grška umetnost, s katero so se srečali in začeli nameščati mozaike v javnih stavbah in zasebnih domovih po vsem cesarstvu. Dodali so tudi majhne koščke gline ali stekla, imenovane tesere, material, ki je bil v uporabi tudi v helenističnem obdobju. Uporaba teser je umetnikom omogočila ustvarjanje bolj barvitih slik s finimi podrobnostmi.
Leta 330 našega štetja je cesar Konstantin I. Veliki prestolnico cesarstva preselil iz Rima v Bizanc (današnji Carigrad) in ga po sebi preimenoval v Konstantinopel. Zgodovinarji na splošno uporabljajo ta datum za začetek Bizantinskega cesarstva in delijo bizantinsko umetnost na tri zgodovinska obdobja: zgodnje (okoli 330–750), srednje (okoli 850–1204) in pozno (okoli 1261–1453).

## Zgodnje obdobje
Konstantinova spreobrnitev h krščanstvu je v poznem 4. stoletju privedla do obsežne gradnje krščanskih bazilik, v katerih so bili talni, stenski in stropni mozaiki sprejeti za krščansko uporabo. Najzgodnejši primeri krščanskih bazilik niso ohranjeni, še vedno pa obstajata mozaika Santa Constanza in Santa Pudenziana, oba iz 4. stoletja. V drugi veliki Konstantinovi baziliki, cerkvi Kristusovega rojstva v Betlehemu, je delno ohranjen originalni mozaični tlak z značilnimi rimskimi geometrijskimi motivi.
Vladavina Justinijana I. v 6. stoletju je sovpadala s prvo zlato dobo Bizantinskega cesarstva. Leta 537 je dokončal gradnjo nove patriarhalne stolnice v glavnem mestu Konstantinopel, ki naj bi bila svetovno središče pravoslavne cerkve: Hagije Sofije. Takrat je bila največja stavba na svetu in je veljala za utelešenje bizantinske arhitekture. Stolnica je bila vseskozi okrašena z nedvomno nekaterimi najbolj neverjetnimi figurativnimi mozaiki tega časovnega obdobja, a na žalost so bili vsi uničeni med ikonoklazmi, ki so sledili. Najstarejši mozaiki, ki danes obstajajo v Hagiji Sofiji, izvirajo iz 10. do 12. stoletja, ne iz tega prejšnjega obdobja.
Po plenjenju Rima leta 410 je Ravena postala prestolnica Zahodnega rimskega cesarstva od leta 402 do leta 476, ko je cesarstvo propadlo, potem ko so ga osvojili Teoderik Veliki in Ostrogoti. Medtem ko je bila Ravena pod gotskim nadzorom, so se arijanski pokrovitelji lotili pomembnega programa gradnje kapel in krstilnic v Raveni. Leta 535 je mesto osvojil Justinijan I., ki je ustanovil Ravenski eksarhat, s čimer je Ravena dejansko postala sedež bizantinske oblasti na italijanskem polotoku. Pravoslavni škofje pod Justinijanom so nadaljevali in razširili gradnjo bazilik v sosednje pristaniško mesto Classe ter naročili nekaj najboljših mozaikov na svetu. Ohranjeni spomeniki, med katerimi so nekateri iz obdobja pred eksarhatom, vključujejo baziliko San Vitale, nadškofovo kapelo, arijansko krstilnico, Neonovo krstilnico, mavzolej Gale Placidije, baziliko Sant'Apollinare Nuovo, Teoderikov mavzolej in baziliko svetega Apolinarija v Classe. Vseh osem teh spomenikov je bilo vpisanih na Unescov seznam svetovne dediščine kot vrhunski primeri zgodnjekrščanske mozaične umetnosti.
Čeprav je morda najbolj znana, Ravena nikakor ni edino mesto, kjer so danes dobro ohranjeni zgodnje bizantinski mozaiki. Mesto Solun v Grčiji je bilo drugo najpomembnejše mesto v cesarstvu tako glede bogastva kot velikosti in tako kot Ravena so bili njegovi zgodnjekrščanski spomeniki uvrščeni na Unescov seznam svetovne dediščine. Mojstrovine zgodnje mozaične umetnosti v Solunu so cerkev Hosija Davida, Hagios Demetrios in Rotunda.
Poleg tega so arheološka odkritja v 19. in 20. stoletju odkrila številne zgodnje bizantinske mozaike na Bližnjem vzhodu, vključno z zemljevidom iz Madaba v Jordaniji ter drugimi primeri v Egiptu, Libanonu, Siriji, Izraelu in Palestini.

## Ikonoklazem
Dogodke, ki zaznamujejo delitev med zgodnjo in srednjo bizantinsko umetnostjo, imenujemo ikonoklastične kontroverze, ki so potekali od leta 726 do 842. To obdobje opredeljuje globok skepticizem do ikon; pravzaprav je cesar Leon III. Izavrijec dokončno prepovedal ustvarjanje verskih podob, oblasti znotraj pravoslavne cerkve pa so spodbujale razširjeno uničevanje verske umetnosti, vključno z mozaiki. Zaradi tega je ikonoklastično obdobje drastično zmanjšalo število ohranjenih primerov bizantinske umetnosti iz zgodnjega obdobja, zlasti velikih verskih mozaikov.

## Srednje- in pozno bizantinski mozaiki
Po ikonoklazmu so bizantinski umetniki lahko nadaljevali z ustvarjanjem religioznih podob, ki jih ljudje niso sprejeli kot idole, ki jih je treba častiti, temveč kot simbolne in obredne elemente verskih obrednih prostorov. Prvi del tega obdobja, od 867 do 1056, se včasih imenuje makedonska renesansa in velja za drugo zlato dobo Bizantinskega cesarstva. Cerkve po vsem cesarstvu, še posebej Hagija Sofija v Konstantinoplu, so bile preurejene z nekaterimi najboljšimi primeri bizantinske umetnosti, kar jih je bilo kdaj ustvarjenih. Na primer, samostan Hosios Loukas, samostan Dafni in Nea Moni na Hiosu so vsi priznani kot Unescova svetovna dediščina in vsebujejo nekaj najveličastnejših bizantinskih mozaikov iz tega obdobja.
Do katastrofalnega plenjenja Konstantinopla leta 1204 v rokah četrte križarske vojske so mnogi v Evropi zaradi podedovane dediščine Rima in nenehne kulturne prefinjenosti videli Konstantinopel kot zadnjo luč civilizacije. Tako so v 10. in 11. stoletju celo države, ki so bile v nasprotju z Bizantinskim cesarstvom, posnemale bizantinski slog in iskale grške umetnike za ustvarjanje verskih mozaičnih ciklov. Na primer, normanski kralj Rogerij II. Sicilski je bil dejavno sovražen do Konstantinopla, vendar je uvozil grške obrtnike, da so ustvarili mozaike za stolnico v Cefalùju. Podobno so najzgodnejše ohranjene mozaike v baziliki svetega Marka v Benetkah verjetno ustvarili umetniki, ki so sredi 11. stoletja zapustili Konstantinopel in delali tudi v stolnici v Torcellu.

## Tehnike
Tako kot drugi mozaiki so tudi bizantinski mozaiki izdelani iz majhnih kosov stekla, kamna, keramike ali drugega materiala, ki se imenujejo tesere. V bizantinskem obdobju so obrtniki razširili materiale, ki jih je bilo mogoče spremeniti v tesere, začeli so vključevati zlate lističe in drage kamne ter izpopolnili njihovo konstrukcijo. Preden so lahko položili tesere, je bila skrbno pripravljena podlaga z več plastmi, od katerih je bila zadnja fina mešanica zdrobljenega apna in opečnega prahu. Na tej vlažni površini so umetniki risali podobe in uporabljali orodja, kot so vrvice in šestila, da bi obrisali geometrijske oblike, preden so bile tesere skrbno zacementirane na svoje mesto, da bi ustvarile končno podobo.

## Estetika
V bizantinski verski umetnosti je za razliko od klasične grške in rimske umetnosti pred njo simbolizem postal pomembnejši od realizma. Namesto da bi se osredotočili na izdelavo čim bolj realističnih podob, so umetniki mozaikov tega časa želeli ustvariti idealizirane in včasih pretirane podobe tega, kar je obstajalo v človekovi duši. Poleg tega je pri uporabi v verskem prostoru celoten učinek, ki ga ustvari morje bleščečih, živobarvnih in pozlačenih teser, prevladal nad dobesednim realizmom. Cilj umetnika je bil ustvariti splošen občutek strahospoštovanja, bivanja v duhovnem kraljestvu ali celo občutek prisotnosti Boga. Podrobnosti naj ne bi odvrnile pozornosti od glavnih tem.
Vendar pa niso bili vsi bizantinski mozaiki verske narave. Pravzaprav se je mozaična umetnost običajno uporabljala za okrasitev tal in sten javnih in zasebnih prostorov z geometrijskimi vzorci in posvetnimi figurativnimi motivi.

## Vpliv in zapuščina
Nekateri zahodni umetnostni zgodovinarji so zavrnili ali spregledali bizantinsko umetnost na splošno. Na primer, zelo vpliven slikar in zgodovinar Giorgio Vasari je renesanso opredelil kot zavrnitev »tega okornega grškega sloga« (quella greca goffa maniera). Vendar pa so bizantinski umetniki in zlasti njihovi mozaiki močno vplivali na hitro rastočo islamsko dekorativno umetnost, na Kijevsko Rusijo ter na moderne in sodobne umetnike po vsem svetu.
Islamska umetnost se je začela v 7. stoletju z umetniki in obrtniki, večinoma usposobljenimi v bizantinskem slogu, in čeprav je bila figurativna vsebina močno zmanjšana, so bizantinski dekorativni slogi obdržali velik vpliv na islamsko umetnost.
Ko se je vzhodno pravoslavno krščanstvo širilo proti severu in vzhodu, se je Bizantinsko cesarstvo gospodarsko in kulturno povezalo s Kijevsko Rusijo. V poznem 10. stoletju je Vladimir Veliki z lastnim krstom uvedel krščanstvo in ga z odlokom razširil na vse prebivalce Kijeva. Do leta 1040 so bizantinski umetniki mozaikov delali v Hagiji Sofiji v Kijevu in pustili trajno zapuščino ne le v ruski dekorativni umetnosti, ampak tudi v srednjeveškem slikarstvu.